# Дикан баба
Дикан баба (каз. Диқан баба) — село в Сарыагашском районе Туркестанской области Казахстана. Входит в состав Жибекжолинского сельского округа. Код КАТО — 515461280.

## История
Образовано в 2002 г. путем объединения сел Калинино и Социализм

## Население
В 1999 году население села составляло 2409 человек (1192 мужчины и 1217 женщин). По данным переписи 2009 года, в селе проживало 2705 человек (1337 мужчин и 1368 женщин).